# Загородный (Нелидовский район)
Загородный — посёлок сельского типа в Нелидовском районе Тверской области России. Входит в состав Нелидовского сельского поселения. Один из крупнейших населённых пунктов района.

## История
По состоянию на 1996 год в посёлке имелось 90 хозяйств и проживало 674 человека.

## География
Посёлок расположен в 600 метрах к востоку от города Нелидово. Находится на правом берегу реки Семиковка (бассейн Межи).
Улицы
Уличная сеть посёлка представлена двумя улицами, одним переулком и одной территорией.
- ул. Новая
- ул. Центральная
- тер. Гаражный кооператив Загородный
- Центральный пер.

## Население
| 2002 | 2010 |
| ---- | ---- |
| 822  | ↘748 |

Национальный состав
Согласно результатам переписи 2002 года, в национальной структуре населения русские составляли 97 % от жителей.